# 愛麗絲·沃爾頓

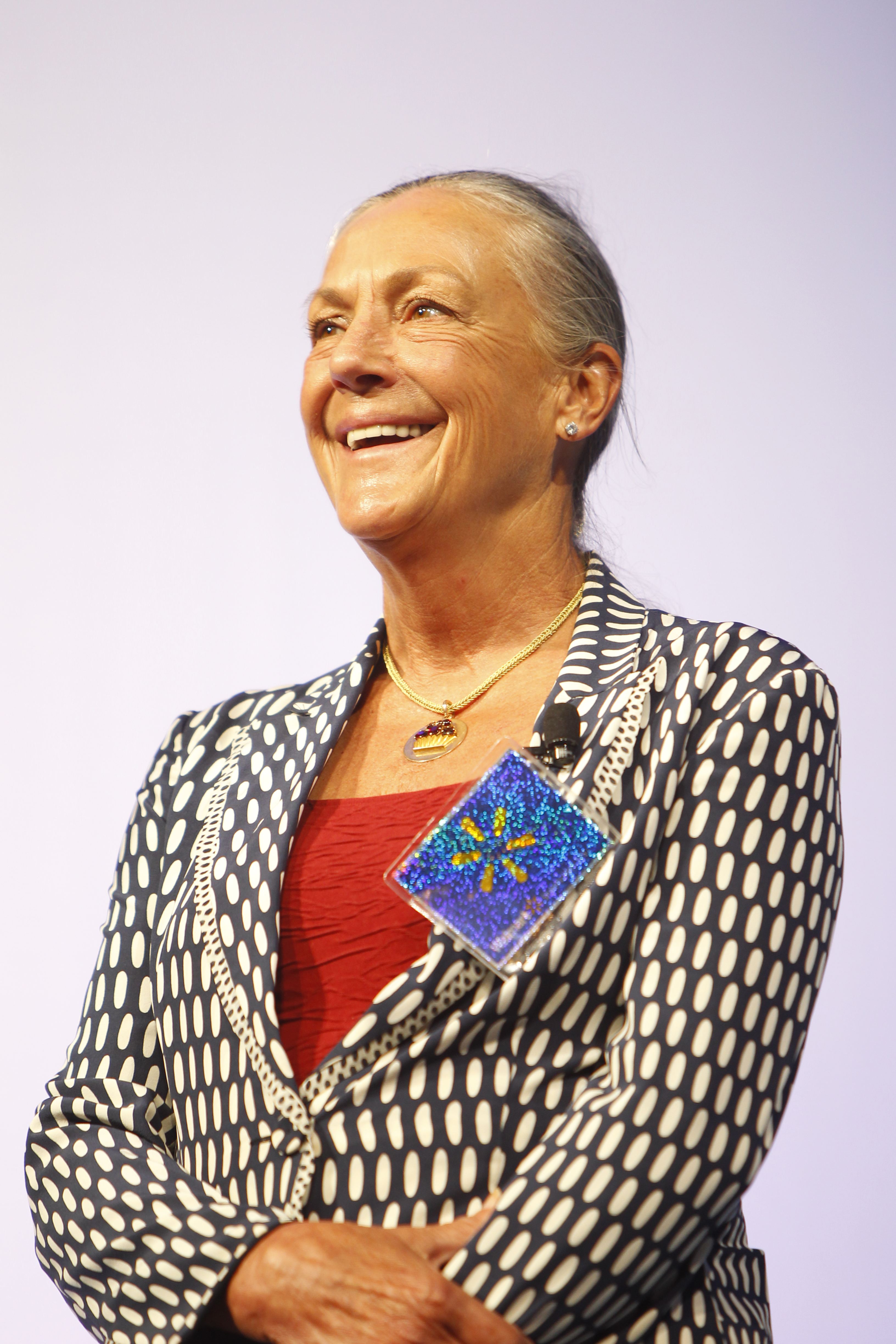
2011年

愛麗絲·沃爾頓（英語：Alice Walton；1949年10月7日—）是一位美国企业家。

## 生平
出生在美國阿肯色州紐波特，畢業於聖安東尼奧三一大學，2019年富比士世界億萬富翁排行榜中排名第17位，身價達444億美元。。在2019年美國400富豪榜，她以514億美元的資產，排名第11名。2020年4月，《富比士》公佈的全球富豪榜，愛麗絲·沃爾頓以淨資產544億美元，排名第9名。她在2020年9月公佈的福布斯美國400富豪榜排名第10名，資產達623億美元。
愛麗絲·沃爾頓是沃爾瑪創始人山姆·沃爾頓的獨生女，但她沒有參與父親的公司沃爾瑪運營，而是投入藝術愛好。麗絲·沃爾頓曾離過兩次婚，沒有子女。

## 藝術愛好
愛麗絲·沃爾頓是一位藝術愛好者，她擁有價值5億美元的藝術收藏品。
在2005年為了慶祝美國藝術和教育，她於阿肯色州創建了造價5000萬美元的水晶橋藝術博物館，館中收藏有50,000冊的藝術參考資料庫。
愛麗絲沃爾頓從紐約公共圖書館購買了價值3,500萬美元的阿什·布朗·杜蘭德的經典畫作——Kindred Spirites。她也在蘇富比的拍賣會上購買了大衛·霍克尼和麗塔·E·弗里德的一系列作品，價值2,000萬美元。

## 慈善事業
沃爾頓家族的基金會主要由愛麗絲·沃爾頓經營，該基金會支持密西西比河三角洲和阿肯色州的經濟發展以及環境保護。1994年，阿肯色州修建機場缺乏資金，愛麗絲·沃爾頓捐出了7,950萬美元幫助。因此阿肯色州機場的航站樓以她的名字命名。另外沃爾頓家族基金會也捐助阿肯色大學捐款3億美元以支持教育事業。

## 外部連結
- . 騰訊網. 2019-01-12  [2020-04-09]. （原始内容存档于2020-09-16）.